# Pomponema clavicaudatum
Pomponema clavicaudatum is een rondwormensoort uit de familie van de Cyatholaimidae. De wetenschappelijke naam van de soort is voor het eerst geldig gepubliceerd in 1935 door Schuurmans Stekhoven.